# Vela ai Giochi della XX Olimpiade

Francobollo celebrativo tedesco delle gare di vela alle Olimpiadi del 1972

Le competizioni di vela ai Giochi della XX Olimpiade si sono svolte dal 29 agosto all'8 settembre 1972 presso l'Olympiazentrum Schilksee nella baia di Kiel.
Il programma prevedeva sei classi, per ogni classe sono state corse sette regate.

## Podi
| Evento                     | Oro                                                    | Argento                                                    | Bronzo                                                |
| Finn (dettagli)            | Serge Maury                                            | Ilias Khatzipavlis                                         | Viktor Potapov                                        |
| Tempest (dettagli)         | Unione Sovietica Valentin Mankin Vitaliy Dyrdyra       | Gran Bretagna Alan Warren David Hunt                       | Stati Uniti Glenn Foster Peter Dean                   |
| Star (dettagli)            | Australia David Forbes Scott Anderson                  | Svezia Pelle Pettersson Stellan Westerdahl                 | Germania Ovest Wilhelm Kuhweide Karsten Meyer         |
| Soling (dettagli)          | Stati Uniti Harry Melges William Bentsen William Allen | Svezia Stig Wennerström Bo Knape Stefan Krook              | Canada David Miller John Ekels Paul Cote              |
| Flying Dutchmen (dettagli) | Gran Bretagna Rodney Pattisson Christopher Davies      | Francia Yves Pajot Marc Pajot                              | Germania Ovest Ullrich Libor Peter Naumann            |
| Dragone (dettagli)         | Australia John Cuneo Thomas Anderson John Shaw         | Germania Est Paul Borowski Konrad Weichert Karl-Heinz Thun | Stati Uniti Donald Cohan Charles Horter John Marshall |

## Medagliere
| Posizione | Paese            | Oro | Argento | Bronzo | Totale |
| --------- | ---------------- | --- | ------- | ------ | ------ |
| 1         | Australia        | 2   | 0       | 0      | 2      |
| 2         | Francia          | 1   | 1       | 0      | 2      |
| 2         | Gran Bretagna    | 1   | 1       | 0      | 2      |
| 4         | Stati Uniti      | 1   | 0       | 2      | 3      |
| 5         | Unione Sovietica | 1   | 0       | 1      | 2      |
| 6         | Svezia           | 0   | 2       | 0      | 2      |
| 7         | Germania Est     | 0   | 1       | 0      | 1      |
| 7         | Grecia           | 0   | 1       | 0      | 1      |
| 9         | Germania Ovest   | 0   | 0       | 2      | 2      |
| 10        | Canada           | 0   | 0       | 1      | 1      |
| Totale    | Totale           | 6   | 6       | 6      | 18     |